# Spilosoma leucothorax
Spilosoma leucothorax är en fjärilsart som beskrevs av Felder 1862. Spilosoma leucothorax ingår i släktet Spilosoma och familjen björnspinnare. Inga underarter finns listade i Catalogue of Life.